# SA-213
La carretera SA-213 es una vía autonómica que une las localidad de Tamames, con la autovía A-62 y la carretera nacional N-620 en la provincia de Salamanca. Además pasa por Aldehuela de Yeltes, Alba de Yeltes y Bocacara.

## Historia
El 22 de junio de 2011 el delegado territorial de la Junta de Castilla y León en Salamanca, Gerardo Sánchez-Granjel, y la presidenta de la Diputación, Isabel Jiménez, firmaron el acta de cambio de titularidad de cuatro carreteras de la provincia, tal como habían aprobado los órganos competentes de ambas instituciones. La Junta de Castilla y León asume la titularidad de la DSA-230 y de la DSA-340, las cuales son renombradas como SA-212, y SA-213, y la Diputación de Salamanca asume la titularidad de la SA-320 y la SA-330, las cuales son renombradas como DSA-560, y DSA-576.

## Recorrido
La carretera SA-213 tiene su origen en la intersección con las carretera SA-215 en la localidad de Tamames y termina en Bocacara en la intersección con la carretera N-620 formando parte de la Red de carreteras de Salamanca.
| 4,70 m |

| 4,70 m |